# Timothy Austin
 Timothy („Tim”)  Austin (ur. 14 kwietnia 1971 w Cincinnati w Ohio) – amerykański bokser wagi muszej. W 1992 roku na letnich igrzyskach olimpijskich w Barcelonie zdobył brązowy medal. 